# Meta vacillans
Meta vacillans är en spindelart som beskrevs av Butler 1876. Meta vacillans ingår i släktet Meta och familjen käkspindlar. Inga underarter finns listade i Catalogue of Life.